# رینا اوئدا
رینا اوئدا (上田 麗奈 Ueda Reina, زادهٔ ۱۷ ژانویه، ۱۹۹۴) صداپیشه و خواننده اهل استان تویاما، ژاپن است. وی کار خود را از سال ۲۰۱۲ به عنوان صداپیشه آغاز کرد، و نخستین نقش اصلی‌اش به عنوان نارو سکیا، قهرمان اصلی مجموعه انیمه تلویزیونی هانایاماتا در سال ۲۰۱۴ بود. او همچنین برای نقش‌هایی همچون میرا یوریزاکی در بعد W، مالو در پوکمون: ماه و خورشید، شیوری شینومیا در ساکورا کوئست، و کانائو تسویوری در شیطان کش: کیمتسو نو یائیبا شناخته شده‌است.